# Яворнишки водопад
Яворнишкият водопад е малък водопад на Яворнишка река, десен приток на река Струмешница, в Беласица, на 770 m н.в. Разположен е на 1,5 km южно от село Яворница.
От центъра на селото се достига до водопада по маркирана пътека, наречена „Пеперудите и цветята на Беласица“. По нея са разположени четири тематични информационни табла – „Жизненият цикъл при пеперудите“, „Пеперудите и цветята на Беласица по откритите места“, „Пеперудите и цветята на Беласица в храсталаците“, „Пеперудите и цветята на Беласица в гората“. След излизане от селото, се продължава по черен път. След достигането на кръстопътя, се продължава напред и се пресича бившия кльон. Продължава се по дървено мостче над реката и се върви успоредно на нея по камениста пътека. Скоро след това, сред чинарова гора, се достига Яворнишкият водопад.

## Галерия
- Снимки от пътеката „Пеперудите и цветята на Беласица“

## Външни прерпратки
- Водопадите на Беласица Архив на оригинала от 2016-03-04 в Wayback Machine.
- Яворнишки водопад - лека разходка сред красивата природа на Беласица